# Iranoleon octavus
Iranoleon octavus là một loài côn trùng trong họ Myrmeleontidae thuộc bộ Neuroptera. Loài này được Hölzel miêu tả năm 1981.